# SRC15
SRC15（エスアールシー・フィフティーン）は、日本の総合格闘技団体「SRC」の大会の一つ。2010年10月30日、東京都墨田区の両国国技館で開催された。

## 大会概要
メインイベントでは泉浩がジェームス・ジキックと対戦し、2-1の判定勝ち。試合後のリング上で年末興行での石井慧との対戦をアピールした。
SRCウェルター級グランプリシリーズ2010準決勝が行なわれ、中村K太郎とYasubei榎本が決勝進出を決めた。
SRCバンタム級ASIAトーナメント2010準々決勝が行なわれ、中原太陽、田村彰敏、清水俊一、井上学とすべてシード選手が準決勝進出を決めた。

## 試合結果
第1試合 バンタム級ASIAトーナメント2010 準々決勝 5分2R
○  井上学 vs.  ソ・ジェヒョン ×
2R終了 判定3-0（20-19、20-18、20-18）
※井上がトーナメント準決勝進出。
第2試合 バンタム級ASIAトーナメント2010 準々決勝 5分2R
○  清水俊一 vs.  高橋渉 ×
2R終了 判定3-0（20-19、20-18、20-18）
※清水がトーナメント準決勝進出。
第3試合 バンタム級ASIAトーナメント2010 準々決勝 5分2R
○  田村彰敏 vs.  佐藤将光 ×
2R終了 判定2-1（19-18、19-20、20-19）
※田村がトーナメント準決勝進出。
第4試合 バンタム級ASIAトーナメント2010 準々決勝 5分2R
○  中原太陽 vs.  石渡伸太郎 ×
2R終了 判定2-1（19-20、18-18（中原）、20-20（中原））
※中原がトーナメント準決勝進出。
第5試合 ウェルター級グランプリシリーズ2010 準決勝 5分3R
○  Yasubei榎本 vs.  奥野"轟天"泰舗 ×
3R終了 判定3-0（30-25、30-25、30-27）
※榎本がグランプリ決勝進出。
第6試合 ウェルター級グランプリシリーズ2010 準決勝 5分3R
○  中村K太郎 vs.  和田拓也 ×
1R 3:30 ギブアップ（パウンド）
※中村がグランプリ決勝進出。
第7試合 ライトヘビー級ワンマッチ 5分3R
○  高橋義生 vs.  イ・チャンソブ ×
1R 2:28 アームバー（腕ひしぎ袈裟固め）
第8試合 ライト級ワンマッチ 5分3R
○  真騎士 vs.  國奥麒樹真 ×
1R 4:26 TKO（レフェリーストップ：右フック→パウンド）
第9試合 ライト級ワンマッチ 5分3R
○  ブライアン・コッブ vs.  横田一則 ×
3R終了 判定2-1（28-28（コッブ）、29-30、28-28（コッブ））
第10試合 ライトヘビー級ワンマッチ 5分3R
○  泉浩 vs.  ジェームス・ジキック ×
3R終了 判定2-1（30-29、29-30、30-29）